# Alan Silvestri
Alan Anthony Silvestri (născut la 26 martie 1950) este un compozitor și dirijor american de partituri de film și televiziune. El este asociat cu regizorul Robert Zemeckis din 1984, compunând muzică pentru toate lungmetrajele sale, inclusiv seria de filme Înapoi în viitor, Who Framed Roger Rabbit, Forrest Gump, Cast Away și The Polar Express. Silvestri a compus și multe alte filme populare, printre care Predator, The Abyss, Father of the Bride, The Bodyguard, The Parent Trap, Stuart Little, The Mummy Returns, Lilo & Stitch, Night at the Museum, GI Joe: The Rise of Cobra, Ready Player One și mai multe filme Marvel Cinematic Universe, inclusiv filmele Avengers.